# Dammsjön (Karbennings socken, Västmanland, 665125-151770)
Dammsjön är en sjö i Norbergs kommun i Västmanland och ingår i Norrströms huvudavrinningsområde. Sjön är 16 meter djup, har en yta på 0,258 kvadratkilometer och är belägen 82 meter över havet.

## Delavrinningsområde
Dammsjön ingår i det delavrinningsområde (665247-152118) som SMHI kallar för Utloppet av Långsjön. Medelhöjden är 91 meter över havet och ytan är 25,19 kvadratkilometer. Räknas de 6 avrinningsområdena uppströms in blir den ackumulerade arean 104,84 kvadratkilometer. Svartån som avvattnar avrinningsområdet har biflödesordning 2, vilket innebär att vattnet flödar genom totalt 2 vattendrag innan det når havet efter 184 kilometer. Avrinningsområdet består mestadels av skog (72 procent) och jordbruk (11 procent). Avrinningsområdet har 1,97 kvadratkilometer vattenytor vilket ger det en sjöprocent på 7,8 procent.